# گشتاور (ریاضیات)
در آمار و احتمال گشتاور معیاری کمّی برای توصیف شکل یک توزیع احتمالاتی است. به عنوان مثال گشتاور دوم بیانگر عرض تعدادی نمونه در یک بعد و در بعدهای بالاتر بیانگر شکل بیضی‌گونی است که داده را تخمین می‌زند. گشتاورهای دیگر جنبه‌های دیگر توزیع احتمال مانند کج‌شدگی از میانگین را توصیف می‌کنند.
گشتاور اول همان میانگین است. برای گشتاورهای مراتب بالاتر معمولاً گشتاور را حول میانگین حساب می‌کنند و آن را گشتاور مرکزی می‌نامند. {\displaystyle k}امین گشتاور مرکزی متغیر تصادفی {\displaystyle X} به صورت زیر تعریف می‌شود:
{\displaystyle \mu _{k}=E\left[(X-\mu )^{k}\right],\,}
که در آن {\displaystyle \mu } میانگین متغیر تصادفی است. و E امید ریاضی میباشد.